# 철망간 중석
철망간 중석(Wolframite)은 철, 망가니즈, 중석 광물로, 화학식은 (Fe,Mn)WO4이며, 페버라이트(Fe2+ 풍부)와 휘브네라이트(Mn2+ 풍부) 사이의 중간 광물이다. 회중석과 함께 철망간석 계열은 가장 중요한 텅스텐 광석 광물이다. 철망간 중석는 화강암 침입물과 관련된 석영 정맥 및 페그마타이트에서 발견된다. 관련 광물에는 석석, 회중석, 비스무트, 석영, 황철석, 방연석, 섬아연석 및 비소철석이 포함된다.
이 광물은 역사적으로 유럽의 보헤미아, 작센주, 영국의 데번주와 콘월주에서 발견되었다. 중국은 약 60%로 세계 최대의 텅스텐 광석 공급국을 보유하고 있는 것으로 알려졌다. 다른 생산국으로는 스페인, 캐나다, 포르투갈, 러시아, 호주, 태국, 한국, 르완다, 볼리비아, 미국 및 콩고 민주 공화국이 있다.

## 특성
철망간석 계열은 주로 규장 마그마, 즉 스카른과 관련된 마그마틱-열수 과정이나 변성 과정을 통해 형성된다. 보다 일반적인 화강암 퇴적물에서는 철망간석 광물이 백중암과 광맥 모두에서 발견될 수 있는데, 이는 그 형성이 이 두 구조에 묶여 있기 때문이다.

## 같이 보기
- 광물 목록
- 제2차 세계 대전